# Casa do Artista
A Casa do Artista é uma instituição particular de solidariedade social que presta serviços ao artistas idosos, fundada em 11 de Setembro de 1999 pelos atores Armando Cortez, Carmen Dolores, Manuela Maria, Pedro Solnado e outros. Localiza-se na Estrada da Pontinha n.º 7, em Carnide.
É considerada, para os profissionais do mundo do espectáculo, um último reduto de dignidade numa atividade desregulada e instável.

## História
A ideia de uma Casa do Artista foi trazida do Brasil por Raul Solnado, tio de Pedro Solnado, um dos fundadores. Os atores Armando Cortez e Pedro obtiveram apoios para o seu sonho comum de construir um refúgio para as pessoas do mundo do espetáculo. Raul organizou vários eventos em prol da causa. Nesta tarefa fundou-se a associação Apoiarte, onde participaram também Manuela Maria, Carmen Dolores, Octávio Clérigo, Tomé de Barros Queiroz, Albino de Moraes, Braz Teixeira, etc.
A Câmara Municipal de Lisboa, através do seu presidente Eng.º Krus Abecassis, atribuiu à Casa do Artista um extenso terreno em Carnide. O edifício foi desenhado pelos arquitectos do Atelier Augusto Silva Ferreira dos Santos, Luís Rebelo de Andrade e Francisca Ramalho. A sua construção foi terminada em 1999.

## Instalações
As suas instalações em Carnide são constituídas pelas seguintes valências:
- Residência com 26 quartos individuais. Possui associados serviços adicionais como clínica, fisiatria e psicologia. São habitados por 71 pessoas, com idade média de 83 anos. O lar está aberto a todos os profissionais do mundo do espectáculo, desde atores, a encenadores e eletricistas de palco.
- Teatro Armando Cortez
- Galeria Raul Solnado
- Centro de Formação

No Jardim existe uma estátua do compositor, instrumentista e musicólogo Carlos Seixas. Ali foram espalhadas as cinzas do actor Armando Cortez.